# Доли Олдертон
Доли Олдертон (енгл. Dolly Alderton; Лондон, Енглеска, 31. август 1988) је енглеска књижевница и новинарка.

## Живот
Доли Олдертон је рођена у Лондону. Образовала се у The University of Exeter, а затим је завршила мастер студије новинарства на Универзитету у Лондону. Написала је личне мемоаре под називом Everything I Know About Love (Све што знам о љубави) године 2018. У овој књизи, она се присећа заљубљивања, рве се са саботирањем себе саме, сналази се у потрази за посао, напија се, бива остављена и бори се са уласком у одрасло доба онако како се и ви борите.